# Dariusz Klein
Dariusz Klein (ur. 28 października 1970 w Starogardzie Gdańskim) – polski lekkoatleta, specjalizujący się w biegach długich, medalista mistrzostw Polski, reprezentant Polski.

## Życiorys
Był zawodnikiem Agro Kociewie Starogard Gdański (1986–1992) i następnie Oleśniczanki.
Na mistrzostwach Polski seniorów na otwartym stadionie zdobył cztery medale w biegu na 3000 metrów z przeszkodami: srebrny w 1997, brązowy w 1990, 1991 i 1999. W 2002 zdobył brązowy medal halowych mistrzostwach Polski seniorów w biegu na 3000 metrów.
Reprezentował Polskę podczas mistrzostw Europy w biegach przełajowych w 1996, zajmując 74. miejsce. Zdobywał też medale podczas wojskowych mistrzostw Europy.
W 1991 został wybrany najlepszym sportowcem Starogardu Gdańskiego w plebiscycie Gazety Kociewskiej.
Rekord życiowy w biegu na 3000 metrów z przeszkodami: 8:30,21 (10.06.1997), w maratonie: 2:17,43 (28.04.2003).